# Моржевец
Моржевец — деревня в Удомельском городском округе Тверской области.

## География
Деревня находится в северной части Тверской области на расстоянии приблизительно 10 км на юг по прямой от железнодорожного вокзала города Удомля.

## История
Известна была с 1545 года. В 1859 году владение помещицы Пыжовой. В советское время работали колхозы «Прогресс», «Путь к коммунизму» и «Мир». Дворов (хозяйств) было 7 (1859), 12 (1886), 15 (1911), 14(1958), 10 (1986), 7 (2000). С 2005 по 2014 год входила в состав Таракинского сельского поселения, с 2014 по 2015 год в составе Удомельского сельского поселения до упразднения последнего. С 2015 года в составе Удомельского городского округа.

## Население
Численность населения: 42 человека (1859 год), 81 (1886), 88 (1911), 50(1958), 16 (1986), 13 (русские 100 %) в 2002 году, 9 в 2010.